# Evangelische Kirche Messel

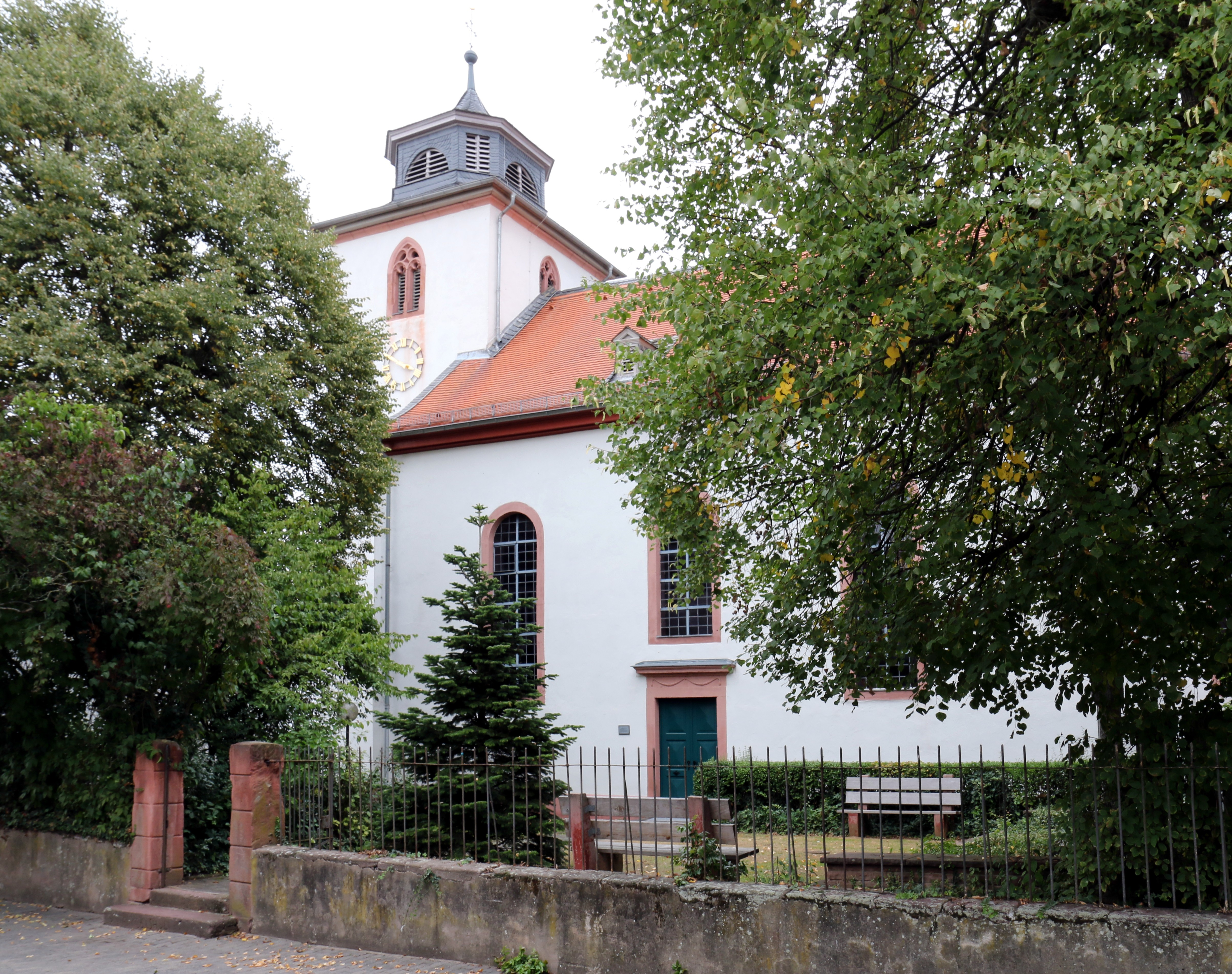
Evangelische Kirche Messel (2015)

Die Evangelische Kirche Messel ist eine evangelische Pfarrkirche in Messel im südhessischen Landkreis Darmstadt-Dieburg. Die Kirchengemeinde gehört zum Dekanat Vorderer Odenwald der Propstei Starkenburg der Evangelischen Kirche in Hessen und Nassau.

## Architektur und Geschichte

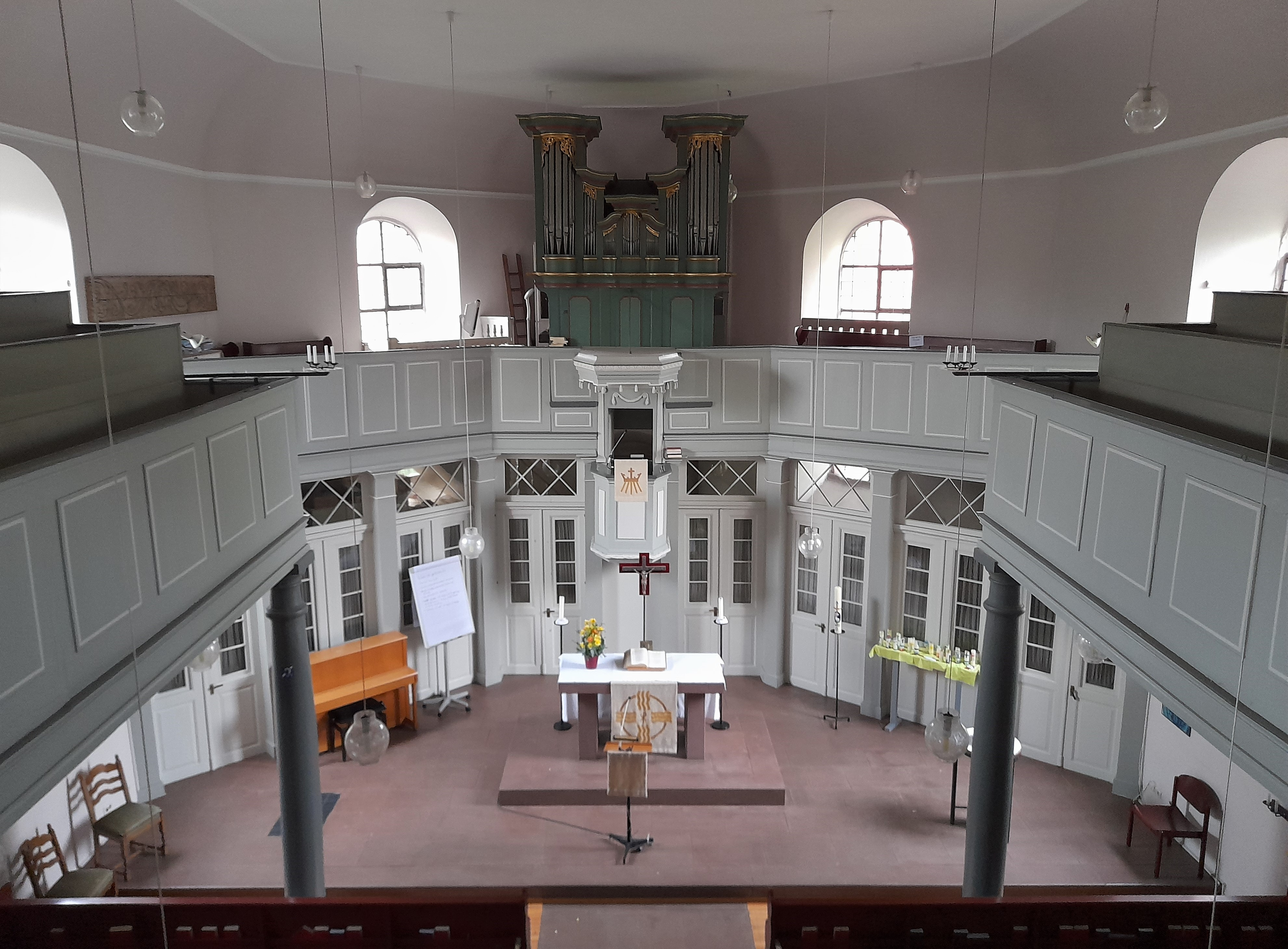
Innenraum der Kirche

Die evangelische Kirche Messel in der Langgasse 6 wurde unter Verwendung eines mittelalterlichen Turms und Teilen des Chores in den Jahren 1812/1813 erbaut. Das Bauwerk wurde nach Plänen des Landbaumeisters Michael Spieß errichtet. Der Grundriss des Bauwerks ist in Ostwestrichtung angeordnet. Die Saalkirche besitzt einen polygonalen 3/8-Abschluss. Durch drei lange, rundbogig geschlossene Fenster wird die schlichte Fassade gegliedert. Unter dem mittleren Fenster der Südwand befindet sich ein einfaches Sandsteinportal mit klassizistischem Gebälk. Die Fenstergewände bestehen aus rotem Sandstein. Der Turm an der Westseite der Kirche ist zweigeschossig und wird durch ein Gurtgesims gegliedert. Bekrönt wird der Kirchturm durch eine gedrückte, zweifach geschweifte Haube mit achteckiger Laterne. Im oberen Geschoss des Turms befinden sich zweigeteilte Spitzbogenfenster mit Maßwerk. Der Eingang der Kirche befindet sich im Erdgeschoss des Turms. Das Dach der Kirche besitzt eine Biberschwanzdeckung. Der Turm besitzt eine Schieferdeckung.
Der flachgedeckte Innenraum mit einer hohen Kehle besitzt eine einheitliche klassizistische Fassung. Im Langhaus befindet sich eine dreiseitig umlaufende Empore mit geschlossenen Brüstungsfeldern. Die Empore ruht auf runden Holzsäulen. Im Chor der Kirche befindet sich eine dreiseitige Empore, die auf quadratischen Säulen ruht. Zwischen den Säulen befinden sich innen Glastüren. Im Zentrum des Chors – unter einer barocken Orgel aus dem Jahr 1764 von Philipp Ernst Wegmann – steht der sechseckige Kanzelkorpus in einer typischen Kanzelaltar-Anordnung.

## Ehemaliger Friedhof
Auf dem die Kirche umgebenden ehemaligen Friedhof sind zwei Grabsteine erhalten geblieben.
Gegenüber dem Hauptportal ist einer der beiden Grabsteine in die Kirchhofmauer eingelassen.
Der andere Grabstein – der sogenannte Mordstein – befindet sich an der Nordmauer. Der Mordstein erinnert an einen im Jahre 1752 begangenen Mord eines Jägers an einem Lehrersohn. Die Tat wird durch eine Bildhauerarbeit auf dem Grabstein dargestellt.

## Denkmalschutz
Die evangelische Kirche Messel inklusive ihrer Ausstattung steht aus baukünstlerischen und ortsgeschichtlichen Gründen unter Denkmalschutz.